# Pasmo Łopusza i Kobyły
Pasmo Łopusza i Kobyły – pasmo górskie w północno-wschodniej części Beskidu Wyspowego, przy jego granicy z Pogórzem Wiśnickim. Ma mniej więcej równoleżnikowy przebieg i ciągnie się od doliny Trzciańskiego Potoku w Żegocinie po dolinę Białki w Wojakowej. W paśmie tym, kolejno od zachodu na wschód wyróżniają się: Górczyna (522 m), Łopusze Zachodnie (661 m), Łopusze Wschodnie (612 m), Kamionka, Kobyła (603 m), Kopiec (585 m) i Szczełba (511 m). Północne podnóża Pasma Łopusza i Kobyły stanowią północną granicę Beskidu Wyspowego w tej jego części.
Beskid Wyspowy na swoich północnych obrzeżach zatraca „wyspowy” charakter i tworzy pasma. Pasmo Łopusza i Kobyły ma długość około 18 km. Od południowej strony jego stoki opadają do potoków Trzciański Potok, Rozdzielec, Kamieński i Nagórski. W dwóch miejscach łączy się z pozostałymi szczytami Beskidu Wyspowego; przez Przełęcz Rozdziele z Kamionną i przez przełęcz między Kamionką i Jastrząbką. Od północy umowną granicą jest droga Żegocina – Rajbrot i rzeka Uszwica.
Pasmo jest porośnięte lasem, ale w niektórych jego miejscach są polany, a dolną część stoków zajmują pola uprawne i zabudowania wsi Żegocina, Rozdziele, Kamionka Mała, Bytomsko, Rajbrot, Krosna, Wojakowa i Dobrociesz, należące do trzech powiatów: bocheńskiego, brzeskiego i limanowskiego.
Grzbietem przez większą część Pasma Łopusza i Kobyły biegnie żółty szlak turystyczny, dołączają do niego jeszcze szlak zielony, czarny i niebieski, a we wschodniej części pasma biegnie inny niebieski szlak.
 Żegocina – Łopusze Zachodnie – Łopusze Wschodnie – Kamionka – Kobyła – Mulowiec – Kopiec – Wojakowa
 Żegocina – Łopusze Zachodnie – Rozdziele – Kamionna – Pasierbiecka Góra – Pasierbiec – Tymbark
 Lipnica Murowana – Rajbrot – Kobyła
 dalekobieżny z Bochni przez Łopusze Zachodnie do Tymbarku
 zamknięta pętla we wschodniej części pasma